# Nikolai Reek
Nikolai Reek, estonski general, * 1890, † 1942.